# Izabela Targońska
Izabela Targońska (ur. 19 marca 1947 w Warszawie) – profesor sztuk muzycznych, kompozytorka i teoretyk muzyki, autorka  podręczników akademickich dla studentów kompozycji, dyrygentury, reżyserii dźwięku oraz twórca kilkudziesięciu kompozycji muzycznych na zespoły solowe, kameralne i symfoniczne (1970–2010). Autorka wielu artykułów i wykładów z dziedziny kształcenia słuchu. Pracuje na Uniwersytecie Muzycznym Fryderyka Chopina w Warszawie, od 2015 kierownik  Międzyuczelnianej Katedry Kształcenia Słuchu.

## Nagrody[2]
Za pracę naukowo-dydaktyczną otrzymała nagrody:
- 1978 – Rektora PWSM, za bezpośredni udział w wykonaniu prac naukowych i badawczych
- 1979 – III stopnia Ministra Kultury i Sztuki, za szczególne osiągnięcia naukowo-wychowawcze
- 1980 – Rektora PWSM, za prace naukowo-badawcze w Uczelni w latach 1978–1979
- 1985 – zespołowa II st. Rektora AMFC, za szczególne osiągnięcia w dziedzinie dydaktyczno-wychowawczej
- 1988 – II st. Rektora AMFC, za szczególne osiągnięcia w dziedzinie dydaktyczno-wychowawczej
- 1991 – zespołowa II st. MKiS, za całość pracy nad eksperymentem F. Flisa
- 1993 – Rektora AMFC, z okazji 220 rocznicy Komisji Edukacji Narodowej za szczególne osiągnięcia w pracy zawodowej
- 1995 – I stopnia Ministra Kultury i Sztuki za wybitne osiągnięcia dydaktyczne i wychowawcze
- 2011 – Złoty medal za długoletnią służbę, odznaczenie państwowe Prezydenta Rzeczypospolitej Polskiej (nr 57-2011-39)
- 2015 - I st.  Rektora UMFC,  za  osiągnięcia naukowe i dydaktyczne

## Podręczniki
- Ćwiczenia pamięci i wyobraźni muzycznej. [w:] Z. Peret-Ziemlańska (red.) Ćwiczenia do samodzielnego kształcenia słuchu. Wyd. WSiP, Warszawa 1980.
- Ćwiczenia do kształcenia słuchu. Podręcznik dla uczniów  średnich szkół muzycznych. Wyd. AMFC, 1988,
- Podręcznik do czytania nut głosem z towarzyszeniem nagrania dźwiękowego (do użytku wewnętrznego pracowni kształcenia słuchu) AMFC, Warszawa 1990.
- Kształcenie słuchu dla dyrygentów i reżyserów dźwięku. Podręcznik wraz z nagraniami muzycznymi do analizy słuchowej utworów orkiestrowych. Cz. I – Dyktanda symfoniczne, cz. II Korekty partytur - pierwszy  podręcznik w Polsce podejmujący zagadnienia słuchowej analizy utworów orkiestrowych oraz korekty błędów w specjalnie spreparowanych do tego celu  partyturach. Nagrania muzyczne zrealizowano w Studio S1  AMFC - 3 kasety audio, Wyd. AMFC, 1991;
- Programowana metoda czytania nut głosem w systemie atonalnym. Podręcznik wraz z nagraniami muzycznymi do samodzielnej pracy ucznia nad intonacją. Wyd. I: podręcznik wraz z nagraniami -  8 kaset audio, AMFC 1998, wyd. II: podręcznik wraz z nagraniami -  9 CD. Nagrania zrealizowano w Sali Koncertowej AMFC - firma DUX,  AMFC  1993;.
- Podstawy korekty błędów. Cz. I – dla nauczyciela; cz. I - dla ucznia. Wyd I  AMFC, 1998, wyd. II AMFC, 2004, wyd. III UMFC, 2008
- Kształcenie pamięci muzycznej. Podręcznik wraz z nagraniami muzycznymi -  4 CD, do samodzielnej pracy nad doskonaleniem pamięci muzycznej.  Nagranie zrealizowała firma DUX w AMFC w 1998, wyd. CEA, 1999.
- Ćwiczenia do kształcenia słuchu. Ćwiczenia harmoniczne i strukturalne. Aneks z kartami ćwiczeniowymi i egzaminacyjnymi do trzyletniego kursu nauki.  Wyd  CEA - wraz z nagraniami muzycznymi -  6 CD, wyd. AMFC, 2003
- Seria wydawnicza: Słuchowe studia orkiestrowe - od baroku do XX wieku.  Cz. I – Dyktanda symfoniczne, cz. II Korekty partytur -  wraz z opisem metodycznym i nagraniami muzycznymi  przykładów - 3 CD,  Nagrania muzyczne i montaż - firma DUX,  Wyd. UMFC,  2015/16, w druku
- Kształcenie słuchu dla dyrygentów i reżyserów dźwięku. Seria wydawnicza: Słuchowe studia orkiestrowe. Nagrania muzyczne -  CD 1 - 2, Karty ćwiczeń - CD 3, Chopin University Press, wyd. UMFC 2018